# Слюсарний провулок (Київ)
Слюса́рний прову́лок — провулок у Дніпровському районі міста Києва, місцевість ДВРЗ. Пролягає від Марганецької до Опришківської вулиці.

## Історія
Провулок виник у середині XX століття під назвою 803-тя Нова вулиця. Сучасна назва — з 1953 року. 